# Theodor Scherer
Theodor Scherer (Höchstädt an der Donau, 17 september 1889 - Ludwigsburg, 17 mei 1951) was een Duitse officier en Generalleutnant tijdens de Tweede Wereldoorlog. Hij voerde met succes het commando over de eenheden tijdens de Insluiting bij Cholm, en werd daarvoor door Hitler persoonlijk met het Eikenloof bij zijn Ridderkruis van het IJzeren Kruis onderscheiden een hoge militaire onderscheiding.

## Leven
Op 17 september 1889 werd Theodor Scherer in Höchstädt an der Donau geboren, als de zoon van een gymnastiekleraar. Hij meldde zich aan bij het Beiers leger en werd op 14 juli 1908 als Fahnenjunker in het Königlich Bayerisches 12. Infanterie-Regiment „Prinz Arnulf“ geplaatst. In hetzelfde regiment, werd hij op 7 maart 1909 tot Fähnrich bevorderd. Na het behalen van zijn diploma aan de Kriegsschule (militaire school), werd hij op 23 oktober 1910 tot Leutnant bevorderd.

### Eerste Wereldoorlog
Met het MG-compagnie van zijn regiment, was hij aan het begin van de Eerste Wereldoorlog aan het front. Hij diende daar als pelotons- en compagniecommandant. Op 1 juni 1915 werd hij tot Oberleutnant bevorderd. Op 14 juli 1916 tijdens de gevechten aan het Westfront, raakte hij in Brits krijgsgevangenschap. Scherer werd op 31 mei 1918 uit krijgsgevangenschap vrijgelaten en in Nederland geïnterneerd. Op 1 december 1918 na de Wapenstilstand van 11 november 1918 werd hij uit de internering vrijgelaten. Scherer werd tijdens de Eerste Wereldoorlog met beide klassen van het IJzeren Kruis 1914 en andere onderscheidingen onderscheiden.

### Interbellum
Op 15 december 1919 trouwde Scherer met Hertha Schwarz. Na de oorlog, en met de militaire beperkingen van het Verdrag van Versailles, met de daaruit voortvloeiende vermindering van de Reichsheer (landmacht), nam hij op 30 augustus 1920 (andere bron vermeld: 30 september 1920) ontslag en trad hij op 1 oktober 1920 tot de Bayerischen Landespolizei toe. Hij werkte 15 jaar lang bij de politie. Op 1 april 1922 werd Scherer tot Hauptmann der Polizei bevorderd. Vanaf 1928 deed hij dienst op de politieschool Eichstätt. Op 1 juli 1932 werd Scherer tot Major bevorderd. Daarna werd hij op 1 april 1935 tot Oberstleutnant bevorderd. Op 1 oktober 1935 werd hij van politie naar de Wehrmacht overgeplaatst. Zijn Rangdienstalter werd op 1 juli 1934 vastgelegd. Op 1 januari 1937 werd hij tot Oberst bevorderd. Als zodanig werd hij op 1 april 1937 tot commandant van het 2e bataljon van het 111e Infanterieregiment in Baden-Baden benoemd. Scherer werd op 1 april 1938 tot commandant van de 56e Infanterieregiment benoemd.

### Tweede Wereldoorlog

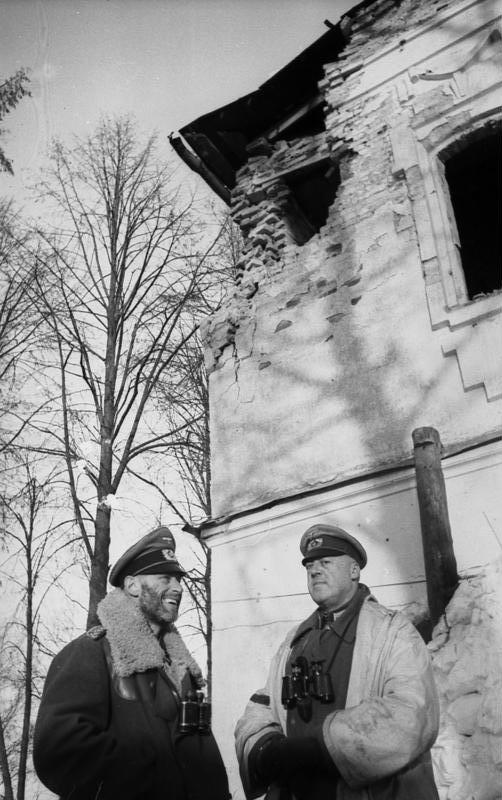
Generaal Scherer tijdens de insluiting bij Cholm.

Met dit regiment betrok hij in de nazomer van 1939 stelling ten tijde van het uitbreken van de Tweede Wereldoorlog. In het voorjaar van 1940 nam hij het regimentscommando van het 507e Infanterieregiment over. Met dit regiment vocht hij tijdens de Slag om Frankrijk. Op 1 november 1940 werd Scherer tot Generalmajor bevorderd. Vanaf 4 maart 1941 tot 25 september 1941 was hij commandant van het Führerhauptquartier. Op 1 oktober 1941 werd Scherer commandant van de 281e Beveiligingsdivisie, die toen zuidelijk van het Ilmenmeer vocht. Deze divisie vocht in de achterhoede gelegen legergebied van het front en nam actief aan oorlogsmisdrijven tegen partizanen (Bandenbekämpfung) en de holocaust deel. Op 21 januari 1942 na de omsingeling van zijn divisie van de 123e Infanteriedivisie en 218e Infanteriedivisie werd hij tot commandant van de vesting van Cholm benoemd. Voor de verdediging van deze vesting die meer dan 100 dagen duurde, werd Scherer op 20 februari 1942 met het Ridderkruis van het IJzeren Kruis onderscheiden. Op 5 mei 1942 toen de vesting ontzet werd, ontving Scherer hiervoor het Eikenloof bij zijn Ridderkruis van het IJzeren Kruis. Na een verlofperiode, werd hij op 5 september 1942 tot commandant van 34e Infanteriedivisie die in het centrale deel van het Oostfront opereerde benoemd. Als commandant van de 34e Infanteriedivisie, werd hij als zodanig op 1 november 1942 tot Generalleutnant bevorderd. Van 2 november 1942 tot 1 april 1944 was hij commandant van de 83e Infanteriedivisie, die in noordelijke centraal sector van het Oostfront opereerde. Op 15 april 1944 werd hij tot Inspekteur des Küstenschutzes (vrij vertaald: Inspecteur van de Kustbescherming) bij de Wehrmachtsbefehlshaber Ostland benoemd. Op 10 augustus 1944 werd Scherer in het Führerreserve geplaatst. Tot het einde van de oorlog, kreeg hij echter geen frontcommando meer.

## Na de oorlog
Over het verdere verloop van zijn leven is niks bekend. In 1951 verongelukte hij in de buurt van Ludwigsburg tijdens een auto-ongeluk.

## Militaire carrière
- Generalleutnant: 1 november 1942[3][11][13][14]
- Generalmajor: 1 november 1940[3][11][13][14]
- Oberst: 1 januari 1937[3][11][13]
- Oberstleutnant: 1 oktober 1935[13]
- Oberstleutnant der Polizei: 1 april 1935[3][11][13]
- Major: 1 juli 1932[11]
- Hauptmann der Polizei: 1 april 1922[11]
- Oberleutnant: 1 juni 1915[11]
- Leutnant: 23 oktober 1910[11][13]
- Fähnrich: 7 maart 1909[11]
- Fahnenjunker: 14 juli 1908[11]

## Onderscheidingen
- Ridderkruis van het IJzeren Kruis met Eikenloof (nr.92) op 5 mei 1942 als Generalmajor en Commandant van de 281e Beveiligingsdivisie / 16e Leger / Heeresgruppe Nord[11][12][13][14][15][16]
- Ridderkruis van het IJzeren Kruis op 20 februari 1942 als Generalmajor en Commandant van de 281e Beveiligingsdivisie / 39e Legerkorps / 16e Leger / Heeresgruppe Nord[11][12][13][14]
- Cholmschild op 31 oktober 1942[15]
- IJzeren Kruis 1914, 1e Klasse[13] (17 januari 1920)[15] en 2e Klasse[13] (26 augustus 1914)[15]
- Herhalingsgesp bij IJzeren Kruis 1939, 1e Klasse (20 juni 1940)[13][15] en 2e Klasse (15 juni 1940)[13][15]
- Erekruis voor Frontstrijders in de Wereldoorlog
- Gewondeninsigne 1918 in zwart
- Gewondeninsigne 1939 in zilver
- Dienstonderscheiding van Leger en Marine
- Medaille Winterschlacht im Osten 1941/42[13]
- Orde van Militaire Verdienste met Zwaarden
- Prinzregent Luitpold-Medaille[13]
- Hij werd genoemd in het Wehrmachtsbericht. Dat gebeurde op:
- 6 mei 1942[13][15], citaat Wehrmachtsbericht:
  - „Im nördlichen Abschnitt der Ostfront stellten deutsche Truppen in kühnem, planmäßig vorbereitetem Angriff die Verbindung zu einem vom Feinde eingeschlossenen wichtigen Stützpunkt wieder her. Die unter dem Kommando des Generalmajors Scherer stehende Besatzung hat seit dem 21. Januar 1942 in hartem Abwehrkampf zahlreichen Angriffen überlegener feindlicher Kräfte mit hervorragender Tapferkeit standgehalten."
  - „In de noordelijke sector van het Oostfront stelde Duitse troepen in een gedurfde, planmatige voorbereidingen voor een aanval die verbinding naar een door de vijand ingesloten belangrijk steunpunt te heroveren. Die onder het commando van de Generaal-majoor Scherers staande bezetting had zins 21 januari 1942 in harde defensieve gevechten talrijke aanvallen van meerdere vijandelijke krachten met uitmuntende dapperheid stand gehouden."